# Alaska Chilkat Bald Eagle Preserve
L'Alaska Chilkat Bald Eagle Preserve est un parc d'État et un refuge faunique situé dans l'État américain de l'Alaska, près de Haines. Établi en 1982, le parc couvre 199,6 km², principalement le long de la rivière Chilkat, avec des sections le long des rivières Klehini et Tsirku. 
La réserve abrite la plus grande concentration au monde de pygargues à tête blanche. 200 à 400 oiseaux y vivent toute l'année, et jusqu'à 4 000 ont été observés lors de la congrégation annuelle d'automne. 
L’autoroute de Haines, située entre les milles 12 et 18 (km 19 et 29), est un lieu d'observation très prisé. 

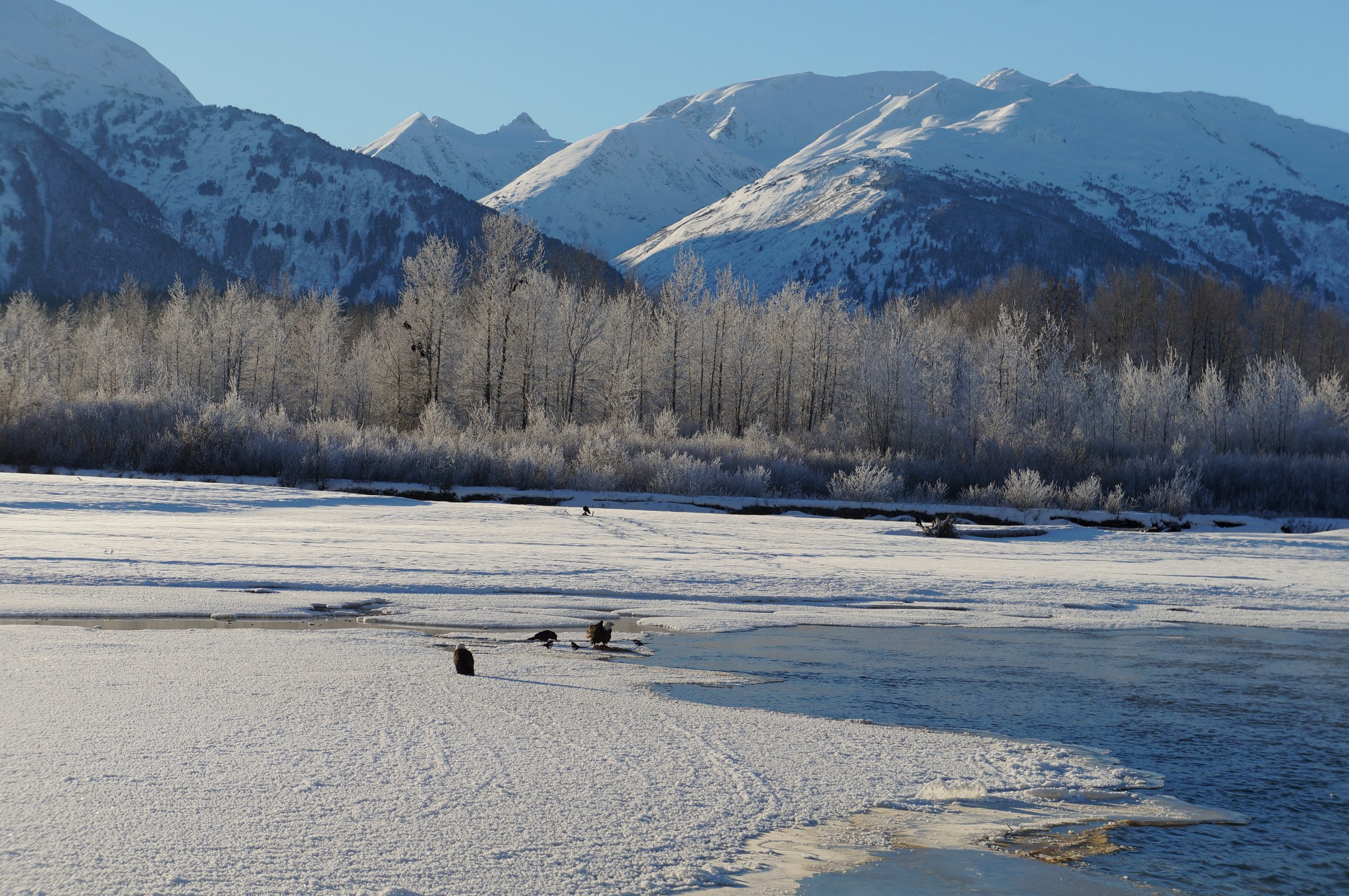
Aigles à tête blanche pêchant le long de la rivière Chilkat

## Voir également
- Liste des parcs d'État de l'Alaska